# 仰望天空 (白井貴子單曲)
《仰望天空》（日语：空を見上げて）是日本女創作歌手白井貴子的第26張單曲。1997年4月23日由Victor Entertainment發行（規格編號：VIDL-30007）。

## 解說
《仰望天空》是自從白井的上一張單曲《千萬不要放棄》之後，睽違2年發行的最新單曲。該單曲曾被TBS電視動畫《逮捕令》系列二度作為片尾主題曲使用。第一次是在1996年10月至1997年9月播出的《逮捕令 (第1期)》後期。第二次是在1999年3月至4月的TBS深夜電視節目《Wonderful》單元動畫《逮捕令 Special》後期。

## 收錄歌曲
1. 仰望天空（空を見上げて）
作詞、作曲：白井貴子、編曲：白井貴子&The River of Dreams
  - TBS電視動畫《逮捕令 (第1期)》（第3代）片尾主題曲
  - TBS電視動畫《逮捕令 Special》（第2代）片尾主題曲
2. 仰望天空 ～UNPLUGGED LIVE VERSION～（ ～UNPLUGGED LIVE VERSION～）
3. 仰望天空 ～HOME MADE KARAOKE BOX～（ ～HOME MADE KARAOKE BOX～）